# پنیک کورپوریشن
پنیک کورپوریشن (انگلیسی: Panic Inc.) شرکت الکترونیک آمریکایی است، که در سال ۱۹۹۷ تأسیس شد.